# Честь родини Прицці
«Честь родини Прицці» (англ. Prizzi's Honor) — чорна кінокомедія з гангстерського життя американської мафії режисера Джона Г'юстона з Джеком Ніколсоном, Кетлін Тернер та Анжелікою Г'юстон у головних ролях (США, 1985).

## Сюжет
Чарлі Партана (Джек Ніколсон) — найманий вбивця, що працює на сім'ю Прицці, один з найвпливовіших кримінальних синдикатів в країні. Закохавшись в Айрін, він тільки після весілля дізнається, що його красуня дружина — наймана вбивця, яку родина Прицці найняла, щоб вона ліквідувала тих, хто веде подвійну гру. Коли Чарлі отримує чергове завдання, то з'ясовує, що на його шляху стоїть Айрін і їм потрібно вирішити, що для них важливіше: спільне сімейне життя чи робота.

## У ролях
| Актор             | Роль              |
| ----------------- | ----------------- |
| Джек Ніколсон     | Чарлі Партана     |
| Кетлін Тернер     | Айрін Вокер       |
| Вільям Гіккі      | дон Корадо Прицці |
| Роберт Лоджа      | Едуардо Прицці    |
| Анжеліка Г'юстон  | Маеросе Прицці    |
| Джон Рендольф     | Анжело Партана    |
| Лі Річардсон      | Домінік Прицці    |
| Майкл Ломбард     | Росаріо Філарджі  |
| Сі Сі Ейч Паундер | Пічес Альтамонт   |
| Лоуренс Тірні     | лейтенант Генлі   |

## Нагороди
- 1986 Премія «Оскар» Академії кінематографічних мистецтв і наук:
  - Премія «Оскар» за найкращий фільм — Джон Формен
  - Премія «Оскар» за найкращу жіночу роль другого плану — Анжеліка Г'юстон
- 1986 Премія «Золотий глобус» Голлівудської асоціації іноземної преси:
  - Премія «Золотий глобус» за найкращий фільм — комедія або мюзикл
  - Премія «Золотий глобус» за найкращу режисерську роботу — Джон Формен
  - Премія «Золотий глобус» за найкращу жіночу роль — комедія або мюзикл — Кетлін Тернер
  - Премія «Золотий глобус» за найкращу чоловічу роль — комедія або мюзикл — Джек Ніколсон
- 1986 Премія BAFTA, Британської академії телебачення та кіномистецтва:
  - за найкращий адаптований (перероблений) сценарій — Річард Кондон, Джанет Роач